# Hangstúdió
A hangstúdióban készítik a mixalbumokat, előadói albumokat, szinkronokat, reklámblokkok hangfelvételeit (ún. "reklámspot"), és a digitális, vagy analóg masteringet, és egyéb hangfelvételeket.

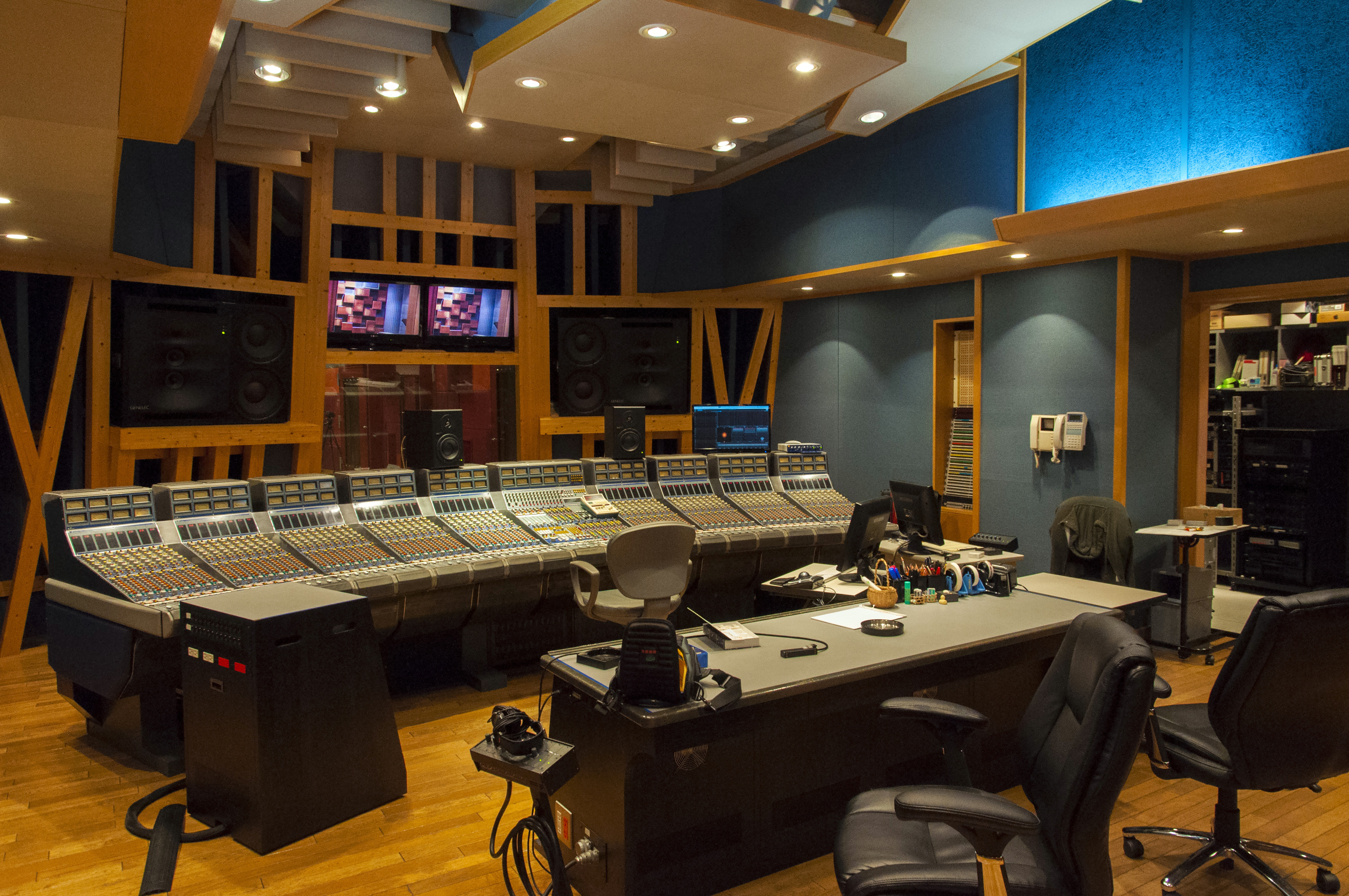
Kontrollszoba a hangstúdióban

A hangsávok keverését a hangmérnök végzi el.
A korszerű hangstúdió kiválóan alkalmas élőhangszerek (például dob) felvételére. Tereit természetes akusztikával alakítják ki, ház a házban módszerrel, igényes hangvisszaverő és hangelnyelő felületekkel.  
Akár kisebb kamaraegyüttes vagy kórus felvétele is megoldható benne. Berendezései, mikrofonparkja minden igényt kielégítenek.
A felvétel korszerű digitális technikával készül benne. 
A keverés során lehetőség van térszimulációs effektek használatára, (például egy koncertterem akusztikájának utólagos alkalmazására).

## Kivitelezés és berendezés

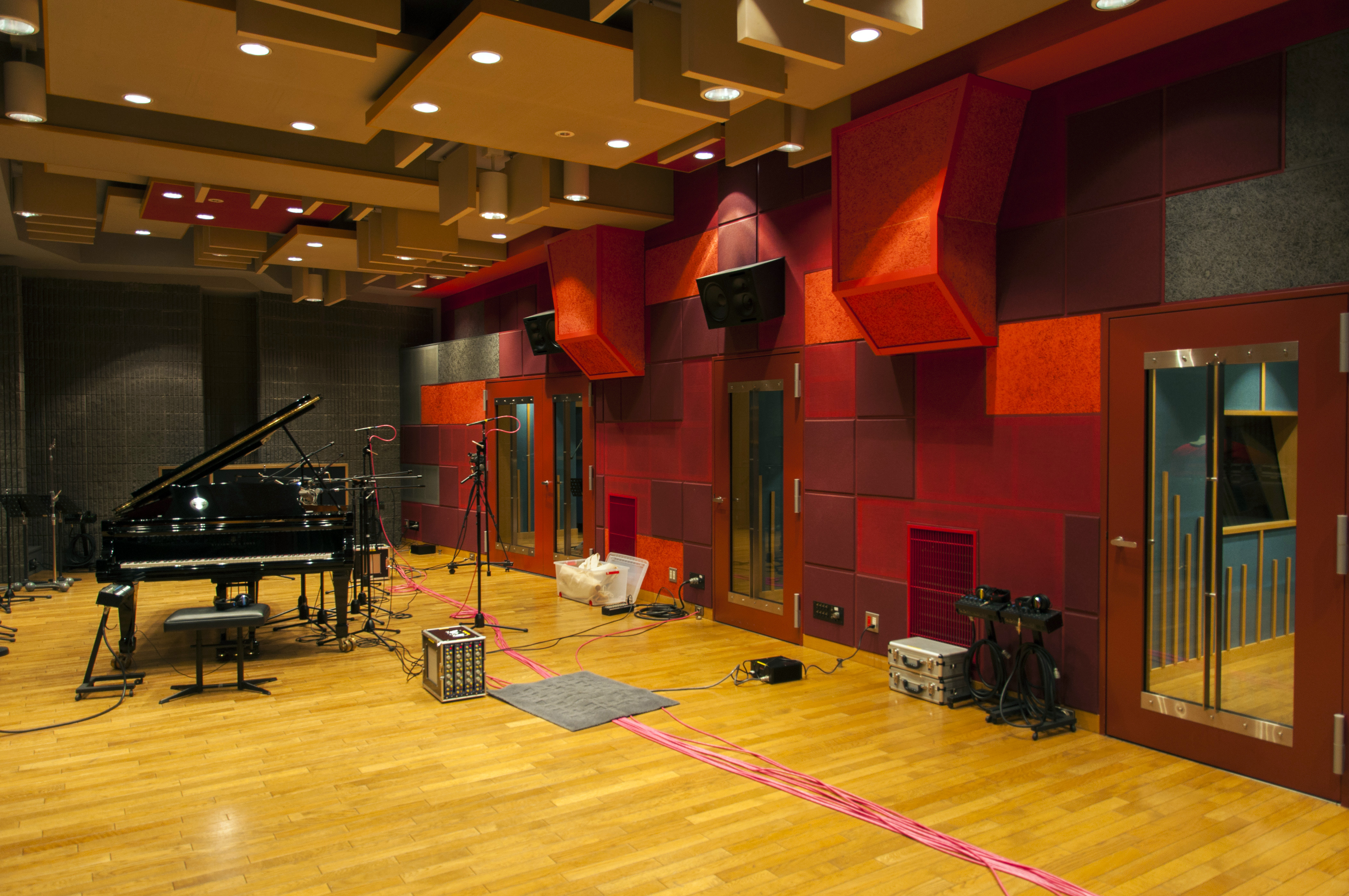
A Crescente Studio egyik feljátszóterme

A hangstúdiók általában két helyiségből állnak: magából a stúdióból, ahol a felvétel készül (gyakran “live roomnak” azaz élő szobának nevezik), és az irányító szobából, ahol a felvételt vezérlik, a beérkező hangjeleket manipulálják.
A hangstúdiók gondosan, az akusztikus alapelvek figyelembevételével készülnek, a pontos, és hiteles hangzás eléréséhez.
Mindkét szoba kialakításakor követik ezt az elvet (az abszorpciós és a diffúziós anyagok azért vannak mindkét szoba falain, hogy a felvett hangok a lehallgatáskor is megfelelő módon hangozzanak) és gondosan ügyelnek a két akusztikai tér lehető legteljesebb elválasztásáról. A hangstúdió tartalmazhat további szobákat, ilyen lehet például a „vokálterem” – egy kis szoba kifejezetten énekrögzítésre kialakítva, valamint egy vagy több további irányítószobát.
Ezeket a berendezéseket a hangstúdiók többsége tartalmazza:
- Digitális Audio Munkaállomás (DAW)
- Keverőpult
- Multitrack felvevő
- Mikrofonok
- Referencia studio monitorok, amelyek mély monitorokkal kiegészítve érik el a lehető legegyenesebb frekvenciamenetet.
- Effektprocesszor (multieffekt, zengető, késleltető, EQ)

Ezeket is tartalmazhatja:
- Music workstation
- Kimeneti effektek, például kompresszorok, reverb, vagy equalizerek

## A felvételi folyamat
A három egymástól jól elkülöníthető felvételi folyamat (lemezfelvétel, élő próba, digitalizálás) különböző műveletek sorrendjét igényli. Mivel ezek közül a lemezfelvétel az amely egy stúdióban leggyakrabban előfordul, ezért ez kerül részletezésre.
Lemezfelvétel készítésénél az első dolog amit el kell dönteni, hogy a zenészek óhajtanak e, illetve tudnak e metronómra játszani, vagy nem. Ha tudnak akkor az nagy segítség, mivel nem lesznek tempóbeli problémák, illetve szabadon kiválaszthatják hogy melyik hangszer kerüljön először felvételre. Metronómos felvételnél a zenész általában kap egy fülhallgatót, amiben a számítógépes program által generált takk jelet, és a saját hangszerét hallja, így ha mikrofonnal történik a felvétel, akkor se hallatszik bele semmi nemkívánatos jel a hasznos felvételbe. Sajnos a mai zenészek nagy többsége nem ismeri a metronómot, így nem is tud rá játszani, ezért a ritmus hangszerek felvétele történik először, amik sorrendben a dob és a basszusgitár. Ugyan minden zenekar különböző, de az szinte biztos, hogy dob és valamilyen basszus hangszer van az együttesben. Ezután következhet a többi hangszer felvétele, play back módszerrel. Minden esetben, ha a zenész hibázik, akkor a felvételt onnan lehet folytatni, ahol még az utolsó jó hang volt, belépő pontok segítségével.

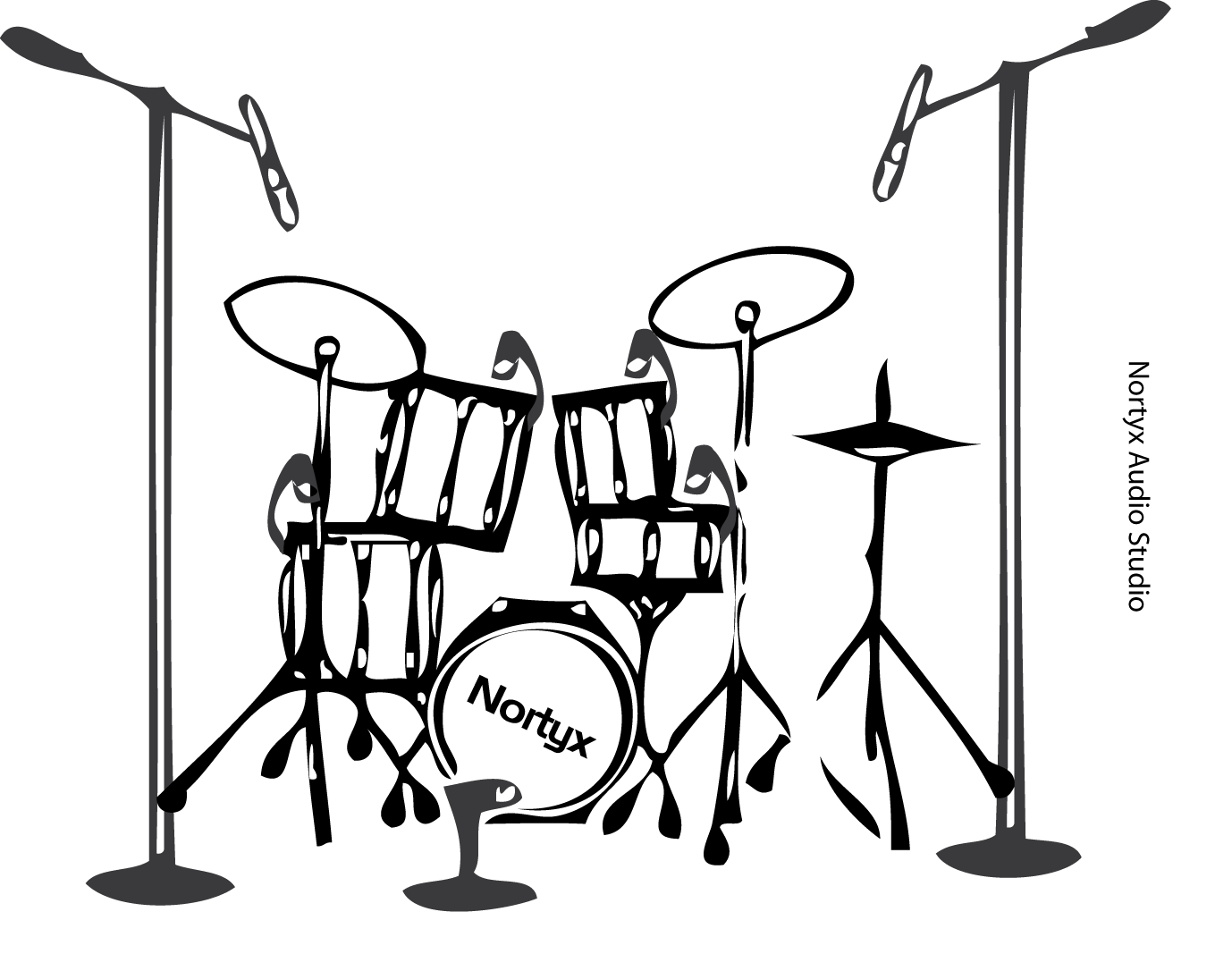
Dobok felvétele

Az akusztikus dobok felvétele egy nagyon kényes pont, mivel a zene alapját adja, meghatározza a hangképet, a tempót, és mivel több hangforrásból áll, nehéz mikrofonozni. Minden dob külön mikrofont kap (általában dinamikus) a tetején lévő bőrtől nagyjából 2˗3 centire elhelyezve.[forrás?] A pergő dob jellegzetes rezgő hangját az alján lévő fém rácsok adják, így az igazán élethű felvételhez ide is el kell helyezni egy hangszermikrofont (lehetőleg kondenzátor). A lábdob mikrofon elhelyezése a hátsó bőrön történik, a rajta lévő lyuktól 5˗10 centire. A cintányérok és a dobok magas frekvenciájú komponenseinek felvételére két kondenzátor mikrofon szolgál, amit a dobfelszerelés fölött kell elhelyezni, úgy hogy a beütő cintányérok közé nézzen.
A hangfelvétel elkészítése legkevesebb 9 sávon történik. A mikrofonok először a keverőpultba csatlakoznak, ahol megtörténik a zajmentes előerősítés. A keverőpult insert pontjaira lehetőség szerint dinamika kompresszorok és zajkapuk vannak csatlakoztatva, azért hogy a felvételen már egy előre beállított jel kerüljön, valamint hogy nehogy túlvezérlésbe fusson a rögzítő berendezés.

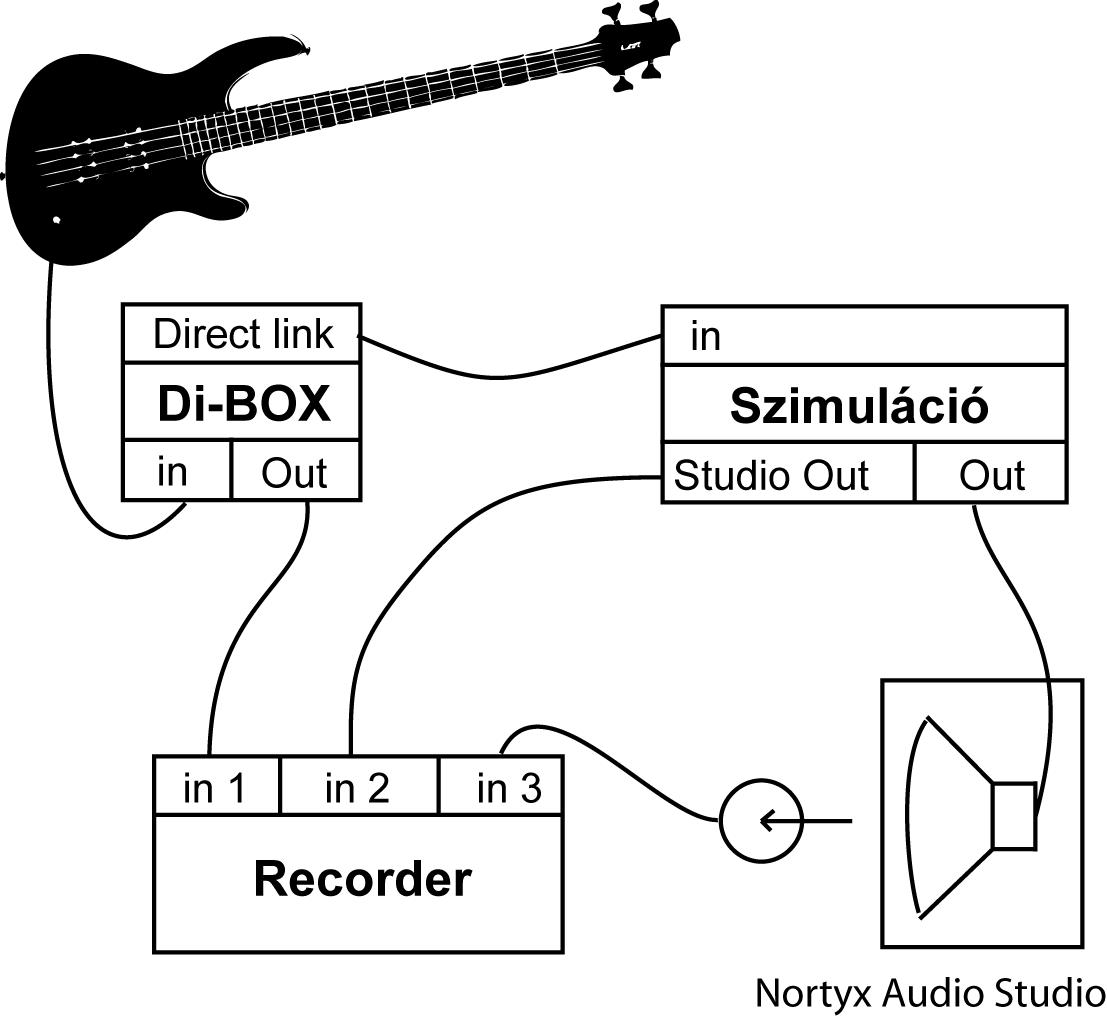
Gitár felvétele

Basszusgitár profi minőségű felvételéhez egy dinamikus mikrofont, egy Di˗Boxot, és egy szimulációs berendezést érdemes használni. A gitár kimenete előerősítés nélkül rákerül a Di˗Box (pl.: Behringer Ultra˗G GL100) bemenetére, ahonnan változtatás nélkül megy a gitár szimulációs eszközbe. A Di˗Box szimmetrikus kimenete rákerül a rögzítő első bemenetére, így történik a száraz hang felvétele. A gitár effekt processzoron a zenész igényeinek megfelelő hangzást lehet beállítani, és ennek szimmetrikus kimenete kerül a rögzítő kettes bemenetére. A szimuláció kimenetére egy gitár kombó van kötve, amely előtt egy mikrofon áll. Ez a jel kerül a harmadik bemenetre.
Mindhárom sávon egyszerre történik a felvétel, amiből a lekeverésnél lehet kialakítani a legmegfelelőbb arányt. A száraz jel felvétele azért fontos, mert ha később kiderül, hogy mégse jó a zenész által választott effekt, akkor ki lehet cserélni.
Elektromos gitár felvétele pontosan ugyanúgy zajlik, mint a korábban említett basszusgitáré. Azonban abban az esetben lehet változás, ha a gitáros saját erősítőjét hozza, és azt az effektet szeretné használni, amit már megszokott. Ebben az esetben a gitár szimuláció kimarad, és a Di˗Box kimenete közvetlenül az erősítőre van kötve. Ilyenkor is lehetőség van nem csak mikrofonos rögzítésre, mivel még egy másik Di˗Box alkalmazásával a hangszórókimeneten lévő nagy jelszintet vonal szintre lehet csökkenteni, így rögzíteni lehet azt.
Különbségként megemlíthető még, hogy mivel az elektromos gitár hangja sokkal teltebb, mint a basszusgitáré, ezért lehetőség szerint több fajta mikrofonnal történik a rögzítés.
Az énekek rögzítéséhez általában nagymembrános, lehetőség szerint elektroncsöves kondenzátor mikrofonnal történik. Ebben az esetben természetesen ki kell egészíteni egy POP filterrel, ami a kellemetlenül süvítő C˗P˗S hangokat csillapítja. Az énekes szája nagyon jó hangtisztaságú "süket szobában" (akusztikailag normalizált helyiség) 20˗30 centire lehet a mikrofontól. A főének rögzítésénél insert ponton keresztül belekerül a felvételi láncba egy vocal processzor, ami dinamika kompresszort, mikrofon modellezőt, de˗essert, automatikus hangmagasság szabályzást, és hangszínszabályzót kell tartalmazzon.
Előfordulhat olyan eset is, amikor ez a mikrofon nem megfelelő a felvételre, mert az énekes hangképzési módja speciális, például hardcore és rap együtteseknél. Ezek a zenészek tipikusan lefojtják a mikrofon mellett elmenő levegőt a kezükkel, ezzel egy kis akusztikus teret létrehozva a tenyerük és a mikrofon között. Ezt egy érzékeny kondenzátor mikrofonnal nem lehet megvalósítani, ezért ilyen esetekben egy egyszerű dinamikus SM 58˗as mikrofon alkalmazható.

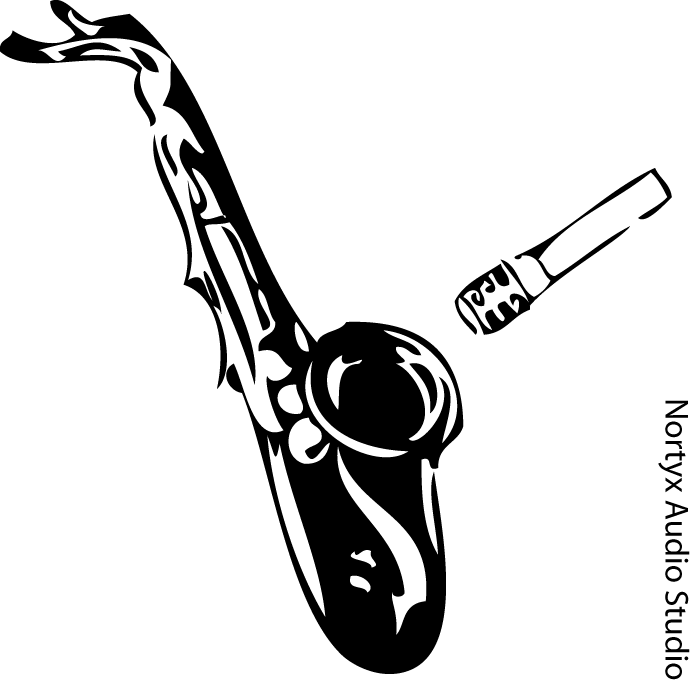
Fúvós hangszer felvétele

Fúvós hangszerek felvételénél, ha nincs a zenésznek saját mikrofonja és csíptetős tartója, akkor egy állványra szerelt mikrofon a legjobb megoldás. Típusa a különböző hangszerekhez változó, mivel irányíthatóságtól függően irányonként más-más hangerővel, más hangszínezettel szól. Figyelni kell arra is, hogy ne a kiáramló levegő útjába kerüljön közvetlenül a mikrofon, mert akkor olyan lesz a hangja, mintha szél fújna benne, ugyanakkor meg kell próbálni a lehető legközelebb rakni a hangkeltő részhez.

## Történelme
A korai hangstúdiókban gyakran hiányzott a helyiségek elkülönítése, és kiegyenlítették a hangszórók hangzását (mono-hangzás). Főleg az "élő felvételt" alkalmazták, ami azt jelentette, hogy egy egész zenekart behívtak a stúdióba, vagy kissé elkülönítették a zenészeket, és úgy rögzítették a hanganyagot. (A mai modern stúdiókban is alkalmazzák ezt a módszert, de főleg nagy, filmes zenék hangszerelésénél.)
A "multi-trackes" felvétel bevezetésével lehetségessé vált, hogy az instrumentális részek (a hangszerek játéka), és az énekes hangja külön-külön sávra rögzüljenek. Ennek következtében a hangsúly áttevődött az elkülönítésére, és a "sound-proofing"-ra. Az 1960-as években a lemezek analóg hangrögzítéssel ¼ inches vagy ½ inches nyolc-sávos mágnesszalagra készültek. A korai 1970-es években a technológia lehetővé tette több fajta multi-track szalag alkalmazását. A legelterjedtebb a 2 inches analóg szalag lett, amely alkalmas volt 24 különálló sáv rögzítésére. Általában ezután egy számot egy 24 sávos szalagos rendszerben állítottak be, a jelet visszajátszották és egy másik berendezésre küldték, amely már kombinált jeleket rögzített (ezt nevezték "printing"-nek), ½ vagy 2 inches sztereó szalagra, amit mesterszalagnak hívtak. A digitális rögzítés elődje, amelyen az összes elérhető sáv száma, a 24 sáv többszöröse, a 24 sávos szalagtól indult ki. Manapság az analóg szalagos gépek nagyon keresettek, miután bizonyos labelek (lemezkiadók) a digitális rögzítést túl durvának találták.
A kereslet és az analóg szalagos gép kora nagymértékben befolyásolja az értékét, bár az is tény, hogy számos hangmérnök még mindig ragaszkodik az analóg szalaghoz.
Jelenleg a legtöbb hangstúdióban digitális rögzítési eljárást alkalmaznak, amelyen az elérhető sávok számát csak a keverőpult vagy a számítógép hardver interfész kapacitása határozza meg. A fő célszámítógépek egy nagyobb rögzítési eljárásban képesek helyettesíteni a keverőpultokat, a rekordereket, szintetizátorokat (szintézereket), a samplereket és a hangeffektet biztosító berendezéseket. Egy felszerelt számítógépet tehát Digitalis Audio Munkaállomásnak (angolul Digital Audio Workstation, röviden DAW) hívunk. A népszerű audio-rögzítő szoftverek például a Digidesign Pro Tools, Cubase and Nuendo by Steinberg, Motu Digital Performer, Ableton Live, Cakewalk SONAR és Apple Logic Pro. Az Apple Macintosh elemei között biztosan találunk rögzítésre alkalmas eszközt, ám a legtöbb ilyen szoftveres alkalmazás sokkal jobban támaszkodik a szükséges hardverre, mint a számítógép, amelyen fut, és bár Apple Macintosh egyre jobban terjed, de még mindig nem lehet átlagosnak mondani a létezését. A legtöbb szoftver inkább Microsoft Windows és Linux platformra íródott, és a kereskedelemben figyelemre méltó eredményeket értek el a házi stúdiók, és PC bázisú multitrack audio szoftverek piacán. Ha nincsen keverőpultunk (vagy csak elhasználódott), akkor mindenféle keverési munkára megfelelő egy billentyűzet, és egy egér; ezt "Mixing in the Box" módszernek nevezik. Vannak egyéb gépek, amelyek tartalmaznak egy felvevőt, preampokat, effekteket, és egy keverőpultot; ezek az eszközök elég gyakran szerepelnek egy DAW-ban, általában a tévés szakmában használatosak.
Egy kicsi, saját használatra kialakított hangstúdiót néha "projekt stúdiónak" is nevezik. Az ilyen stúdiók gyakran egy különleges alkotó kedvét szolgálják, vagy nem kereskedelmi célra használják fel őket. Az első modern projekt stúdió az 1980-as évek végén alakult meg, a multitrack felvevők, a szintetizátorok és a mikrofonok győzelmekor. A jelenség a virágkorát akkor érte el, amikor a MIDI eszközök és kiegészítők ára drasztikusan csökkent, valamint az olcsó digitális merevlemezes rögzítési termékek esetében is ez történt.

## Fordítás
Ez a szócikk részben vagy egészben  a   Recording studio című angol Wikipédia-szócikk fordításán alapul.  Az eredeti cikk szerkesztőit annak laptörténete sorolja fel. Ez a jelzés csupán a megfogalmazás eredetét és a szerzői jogokat jelzi, nem szolgál a cikkben szereplő információk forrásmegjelöléseként.

## Külső hivatkozások
- Hangstúdió.lap.hu – Magyarország hangstúdióinak legteljesebb linkgyűjteménye
- Stúdió.lap.hu - linkgyűjtemény